# Herbinghen
Herbinghen (flämisch: Herbingen) ist eine französische Gemeinde mit 423 Einwohnern (Stand: 1. Januar 2022) im Département Pas-de-Calais in der Region Hauts-de-France; sie gehört zum Arrondissement Calais und zum Kanton Calais-2.

## Geografie
Die Gemeinde Herbinghen liegt im Regionalen Naturpark Caps et Marais d’Opale, 16 Kilometer südlich von Calais und 23 Kilometer ostnordöstlich von Boulogne-sur-Mer. Nachbargemeinden von Herbinghen sind Sanghen im Westen und Norden, Licques im Nordosten, Hocquinghen im Nordosten und Osten, Bainghen im Osten und Süden sowie Nabringhen im Südwesten.

## Bevölkerungsentwicklung
| Jahr                       | 1962 | 1968 | 1975 | 1982 | 1990 | 1999 | 2006 | 2014 | 2022 |
| -------------------------- | ---- | ---- | ---- | ---- | ---- | ---- | ---- | ---- | ---- |
| Einwohner                  | 256  | 259  | 251  | 297  | 306  | 319  | 356  | 375  | 423  |
| Quellen: Cassini und INSEE |      |      |      |      |      |      |      |      |      |

## Sehenswürdigkeiten
- Kirche Saint Riquier aus dem 19. Jahrhundert

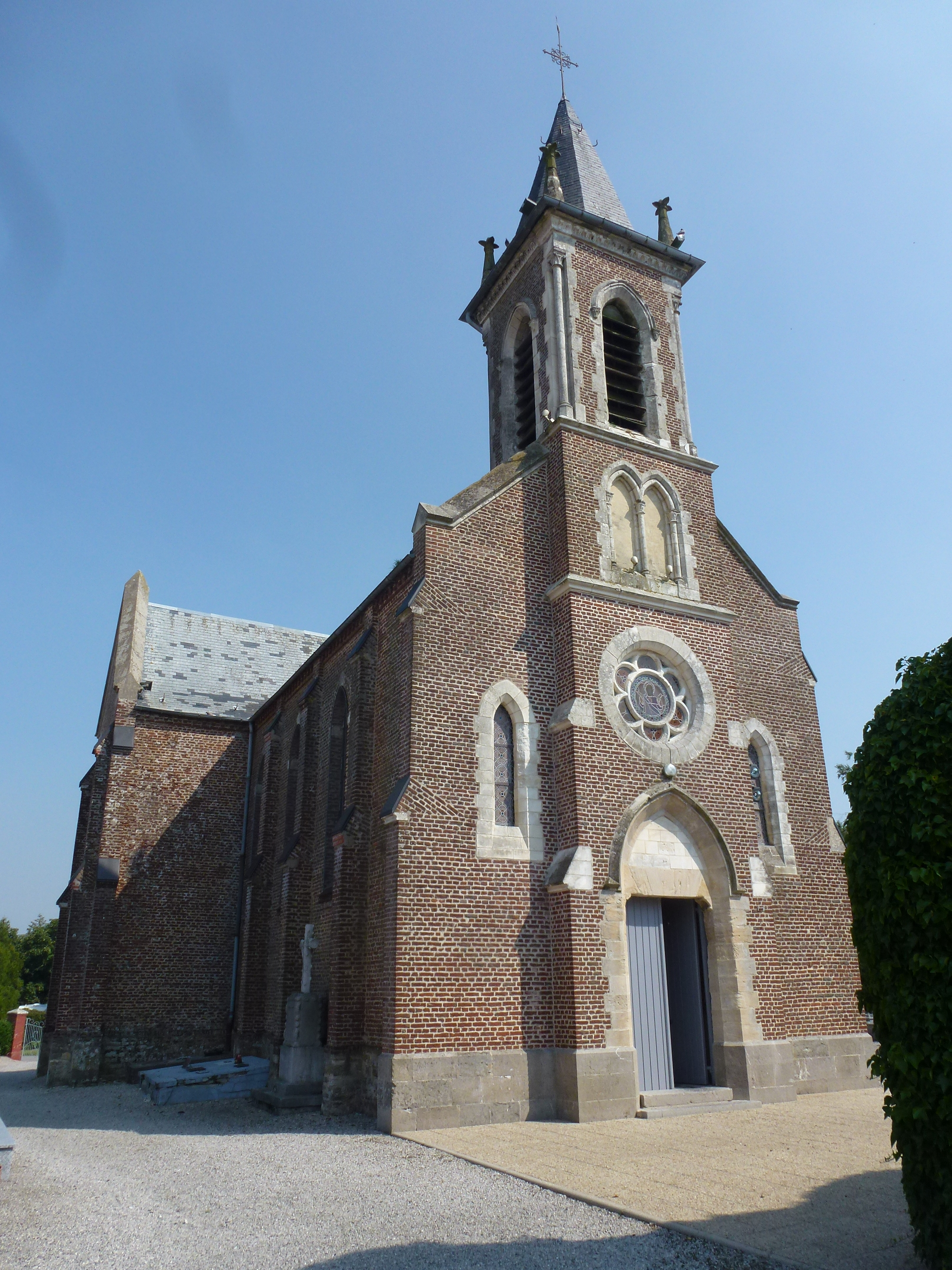
Kirche Saint-Riquier
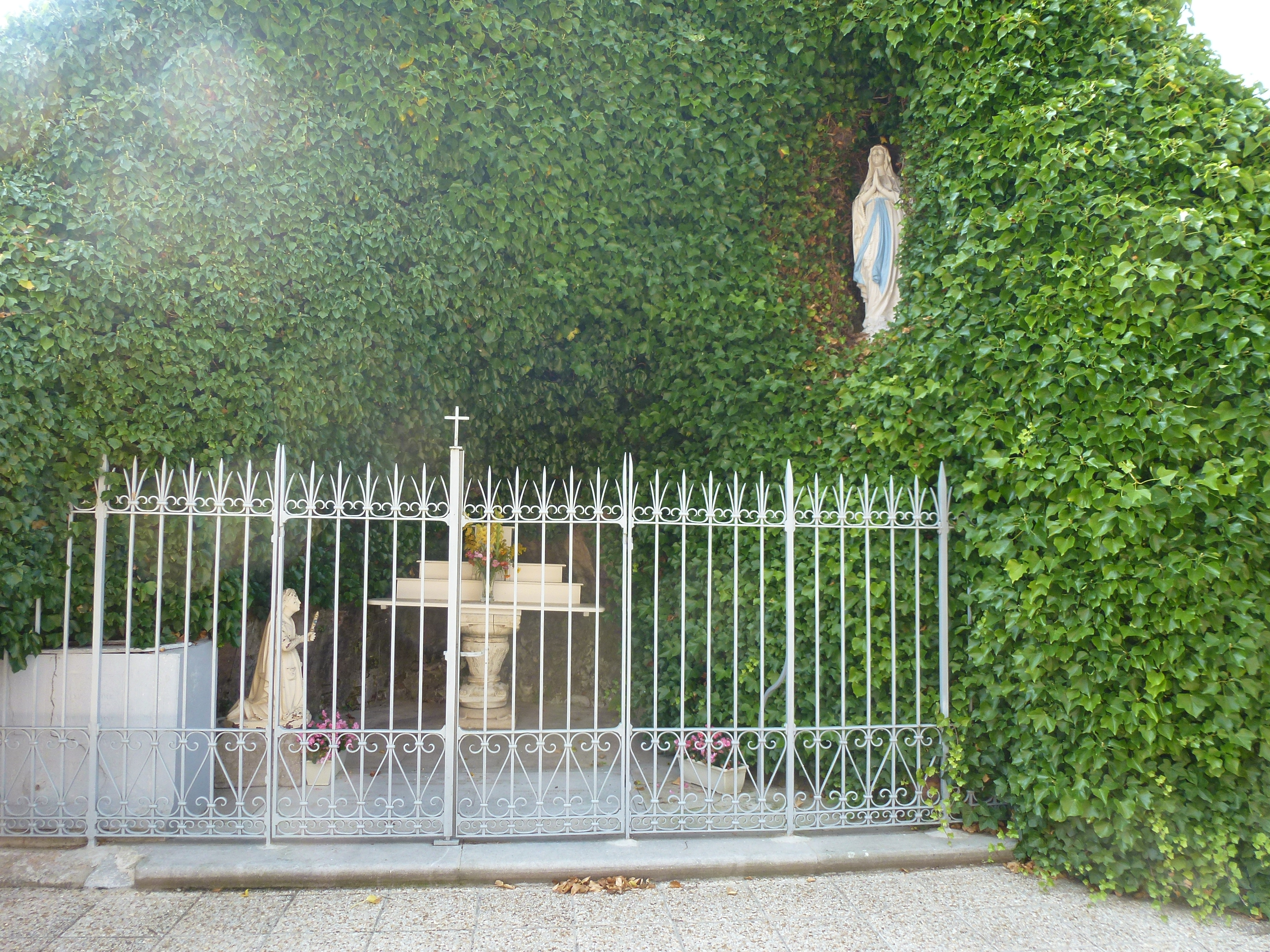
Replik einer Lourdes-Grotte
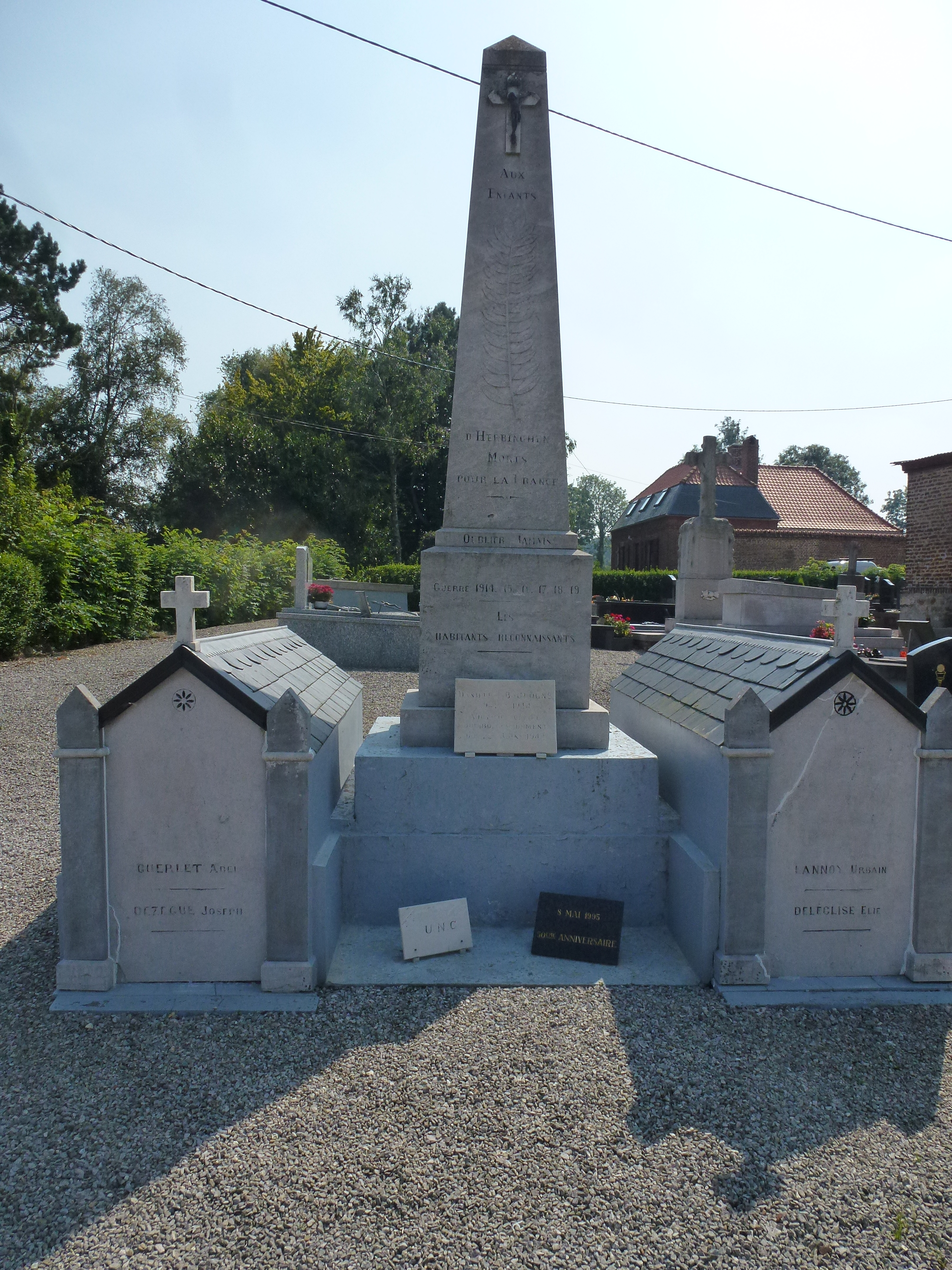
Gefallenendenkmal

## Belege
1. ↑  De Nederlanden in Frankrijk, Jozef van Overstraeten, 1969